# Гореликов, Иван Павлович
Иван Павлович Гореликов (1907—1975) — старший лейтенант Рабоче-крестьянской Красной Армии, участник Великой Отечественной войны, Герой Советского Союза (1943).

## Биография
Иван Гореликов родился 27 октября 1907 года в деревне Авдюшино (ныне — Тайшетский район Иркутской области) в семье крестьянина. Окончил семь классов школы, затем школу фабрично-заводского ученичества, после чего работал слесарем-инструментальщиком механической мастерской в Северо-Енисейском. 28 августа 1941 года Гореликов был призван на службу в Рабоче-крестьянскую Красную Армию. В том же году он окончил курсы младших лейтенантов. С июня 1942 года — на фронтах Великой Отечественной войны, командовал взводом снайперов 29-го гвардейского стрелкового полка 12-й гвардейской стрелковой дивизии 61-й армии Брянского фронта.
За полгода Гореликов обучил снайперскому искусству 43 бойца. Лично уничтожил снайперским огнём 338 солдат и офицеров противника.

...Снайпер Гореликов с успехом применял такой приём. Он занимал огневую позицию в траншее, а его напарник, отойдя метров на пятьдесят в сторону, таскал брёвна, выбрасывал землю наверх (не показываясь, однако, из траншеи). Враги это замечали и попадались на удочку, начинали выглядывать из траншеи, и в тот же момент пули Гореликова их сражали.
— Небывалое бывало / Г. А. Ионов. — М., Изд-во ДОСААФ СССР, 1989. — С. 84
Указом Президиума Верховного Совета СССР от 28 апреля 1943 года за «образцовое выполнение боевых заданий командования на фронте борьбы с немецкими захватчиками и проявленные при этом мужество и героизм» гвардии младший лейтенант Иван Гореликов был удостоен высокого звания Героя Советского Союза с вручением ордена Ленина и медали «Золотая Звезда» за номером 972.
Вступил в партию в 1943 году.
Получил тяжёлое ранение, в результате которого в августе 1944 года в звании старшего лейтенанта был уволен в запас. Работал в Игарке и Абакане. Умер 6 ноября 1975 года, похоронен в городе Киселёвск Кемеровской области.
Был также награждён орденом Красной Звезды и рядом медалей.
Имя Героя носят улицы в родной деревне Авдюшино и посёлке Северо-Енисейский.